# Moema piriana
O Moema piriana é uma espécie de peixe endêmico do Brasil.

## Área de Ocorrência
Conhecido apenas da localidade-tipo, uma poça de local indeterminado no município de Primavera, estado do Pará, com registros entre 1973 e 1988. Após 1988, a espécie não foi mais registrada, embora tenha havido esforços sucessivos de coleta na região, que é bem explorada para inventários ictiológicos A extensão de ocorrência estimada de Moema piriana é certamente menor do que 100 km^2.

## Ameaças
Desmatamento e mineração são as principais ameaças para o táxon.

## Estado de Conservação
Por essas razões, Moema piriana foi categorizada como Criticamente em Perigo (CR) pelos critérios B1ab(iii), estando possivelmente extinta.